# أمر الإطار القانوني 1970
أمر الإطار القانوني هو مرسوم أصدره رئيس باكستان آنذاك الجنرال آغا محمد يحيى خان، والذي وضع من خلاله المبادئ السياسية والقوانين التي تحكم الانتخابات العامة عام 1970، والتي كانت أول انتخابات مباشرة في تاريخ باكستان. قام أمر الإطار القانوني بحل مخطط «وحدة واحدة» في غرب باكستان، وإعادة إنشاء المقاطعات الأربع في البنجاب والسند وبلوشستان والإقليم الحدودي الشمالي الغربي. وبناءً على الأمر القانوني سوف تكون باكستان دولة ديمقراطية، واسمها بالكامل سيكون جمهورية باكستان الإسلامية.

## التأسيس
تولى الجنرال يحيى خان السلطة من سلفه الرئيس محمد أيوب خان بهدف إعادة القانون والنظام في باكستان التي تدهورت في الأيام الأخيرة من نظام أيوب. وعد يحيى بتحويل البلاد إلى دولة ديمقراطية، ووعد بإجراء انتخابات مباشرة لهذا الغرض. كان على الجنرال يحيى أن يقرر كيف سيتم تمثيل جناحي البلد: شرق باكستان (بنجلاديش الحالية) وغرب باكستان. على الرغم من أنها أصغر جغرافيًا ومفصولة عن غرب باكستان إلا أن شرق باكستان المعروف باسم البنغال الشرقية تتألف من أكثر من نصف السكان الوطنيين، وكان معظم سكانها من البنغاليين. تسببت مزاعم التمييز الإثني وعدم التمثيل في حدوث اضطرابات ونزاع بين جناحي باكستان. تبنى حزب رابطة عوامي وهو أكبر حزب سياسي في شرق باكستان، القومية البنغالية وسعى إلى حكم ذاتي أكبر للإقليم، والذي رآه معظم الباكستانيين الغربيين على أنه توجه انفصالي.
أجرى يحيى خان محادثات مع حاكم شرق باكستان، نائب الأدميرال أحسان، وخلص إلى أن الشيخ مجيب سوف يخفف من مطالبه بعد الانتخابات. أسس يحيى قانون الإطار القانوني في 30 مارس 1970م بهدف تأمين الدستور المستقبلي.

## الأحكام
دعا الأمر القانوني إلى انتخابات مباشرة لمجلس تشريعي من مجلس واحد وهو الجمعية الوطنية لباكستان. أصدر الأمر مرسومًا بأن الجمعية ستتكون من 313 مقعدًا. انطلاقًا من دستور باكستان لعام 1956 والذي ينص على التكافؤ بين الجناحين، دعا الأمر القانوني إلى التمثيل النسبي، مما أعطى 169 مقعدًا لشرق باكستاني من حيث عدد السكان في المقابل لباكستان الغربية 144 مقعد. نصّ القانون على أنه سيتعين على الجمعية الوطنية وضع دستور جديد لولاية باكستان خلال 120 يومًا من عقده، على أن يحتفظ الرئيس بحق الموافقة على الدستور للرئيس، وتُركت قواعد العملية السياسية في يد الجمعية الوطنية. بناء على الأمر ستتم الدعوة لانتخابات جديدة إذا فشلت الجمعية في التوصل إلى اتفاق خلال 120 يومًا. جميع الصيغ والاتفاقيات التي اقترحتها الأحزاب السياسية تتطلب «مصادقة» من قبل الرئيس. حل مكتب المفتش العام «خطة الوحدة الواحدة»، التي جمعت بين المقاطعات الأربع في الجناح الغربي لتشكل الوحدة السياسية لباكستان الغربية.
نصَّ القانون على أن الدستور المستقبلي سيشمل خمسة مبادئ:
- الأيديولوجية إسلامية للدولة، وحصر كرسي رئيس الدولة للمسلمين فقط.
- تنظيم انتخابات حرة ومنتظمة على مستوى المقاطعات والاتحادية على حد سواء، تستند إلى سكان المقاطعات والاقتراع العام.
- استقلال القضاء وضمان حقوق الإنسان للمواطنين.
- ضمان أقصى قدر من الحكم الذاتي للمقاطعات مع حماية السيادة الإقليمية للبلاد وتوفير صلاحيات كافية للحكومة الفيدرالية من أجل العمل داخليا وخارجيا.
- توفير المشاركة الوطنية لجميع المواطنين مع إزالة جميع الفوارق المناطقية والإقليمية.

## النتيجة
اصطدم أمر الإطار القانوني بمطالبة طويلة الأمد من البنغاليين عن طريق قبول التمثيل النسبي، وطال هذا استياء العديد من الباكستانيين الغربيين الذين قاوموا فكرة حكومة يقودها باكستان الشرقية. انتقد العديد من الباكستانيين الشرقيين إعطاء أمر الإطار القانوني سلطة التصديق على الدستور بيد الرئيس. أكد يحيى خان البنغاليين أن هذا مجرد إجراء إجرائي وضروري لإرساء الديمقراطية في البلاد، وتجاهل التقارير الواردة من وكالات الاستخبارات حول زيادة النفوذ الهندي في شرق باكستان وأن مجيب كان ينوي تمزيق أمر الإطار القانوني بعد الانتخابات.
خلافًا لرأي يحيى خان، فاز حزب رابطة عوامي بجميع مقاعد باكستان الشرقية باستثناء مقعدين، وحصل على أغلبية في الجمعية الوطنية، وبالتالي لم يكن بحاجة إلى أي دعم من غرب باكستان. بما أن أمر الإطار القانوني لم يضع أي قواعد لعملية كتابة الدستور فإن الحكومة التي يسيطر عليها حزب رابطة عوامي ستشرف على تمرير دستور جديد بأغلبية بسيطة. أعلن حزب الشعب الباكستاني برئاسة ذو الفقار علي بوتو والذي ظهر كأكبر حزب سياسي في غرب باكستان، أنه سيقاطع المجلس التشريعي الجديد، مما أدى إلى تفاقم التوتر بشدة بين أحزاب البلاد. بعد فشل المحادثات أرجأ اللواء يحيى عقد المجلس التشريعي، وهو القرار الذي أثار التمرد الصريح في شرق باكستان، وبالتالي أدى إلى حرب الاستقلال البنغلاديشية في عام 1971.